# De minderbroedersschool
De minderbroedersschool is een Franse stripreeks in twee delen getekend door Vincent Beaufrère en geschreven door Jean-Blaise Mitildjian. De delen verschenen bij uitgeverij Daedalus in 2009-2010 en maken deel uit van de collectie Cogitatio.

## Verhaal
De hoofdpersonen in dit magisch realistische verhaal zijn Honoré en zijn overheersende echtgenote Camille. Ooit zijn ze opgegroeid op het Bretonse eilandje Dourduff en In 1852 keren zij hier naar terug. De plaatselijke bevolking is wantrouwend en met name hun oude directrice van de minderbroedersschool Hortense Malangers ziet hun terugkomst niet zitten. Honoré wordt geconfronteerd met zijn verleden toen hij verliefd was op Emma en een hekel had aan Camille. Lerares Hortense vreest voor de sluiting van haar school en is bang dat het verleden van haar collega Louis aan het licht komt. Om grip te krijgen op de gang van zaken doet ze beroep op magie, waarin ze zelf niet bedreven is, maar haar tweelingzuster des te meer. Ondertussen doet Camille haar eigen onderzoek en raakt de rechter Aristede op een wonderlijke wijze erbij betrokken.

## Albums
| Nummer | Titel         | Verschenen | Uitgeverij |
| ------ | ------------- | ---------- | ---------- |
| 1      | Dorpsgeheimen | 2009       | Daedalus   |
| 2      | De erfgenaam  | 2010       | Daedalus   |